# Denis Gallagher
Denis Gallagher (irisch: Donnacha Ó Gallchobhair; * 23. November 1923; † 3. November 2001) war ein irischer Politiker der Fianna Fáil.

## Biografie
Gallagher war zunächst viele Jahre als Grundschullehrer tätig und begann erst 1973 als Kandidat der Fianna Fáil seine politische Laufbahn mit der Wahl zum Mitglied des Unterhauses (Dáil Éireann). Dort vertrat er nach fünf Wiederwahlen bis 1989 die Interessen des Wahlkreises Mayo West.
Nach dem Wahlsieg der Fianna Fáil bei den Unterhauswahlen wurde er am 5. Juli 1977 von Premierminister (Taoiseach) Jack Lynch erstmals zum Minister für die irischsprachigen Gebiete (Gaeltacht) ernannt. Dieses Amt bekleidete er bis zum Ende von Lynchs Amtszeit am 11. Dezember 1979. Lynchs Nachfolger Charles J. Haughey berief Gallagher zunächst nicht in sein Kabinett. Allerdings übernahm er später in Haugheys Regierung noch vom 15. Oktober 1980 und 30. Juni 1981 das Amt des Staatsministers im Ministerium für Industrie, Handel und Energie.
In Haugheys zweiter Regierung war er zuerst zwischen März und Oktober 1982 Staatsminister im Ministerium für Soziale Wohlfahrt, ehe er nach einer Regierungsumbildung vom 27. Oktober bis zum 14. Dezember 1982 erneut Minister für die Gaeltacht war.
Zuletzt war Gallagher in Haugheys 3. Regierung zwischen dem 12. März 1987 und 12. Juli 1989 Staatsminister im Ministerium für die Gaeltacht. 1989 verzichtete er auf eine erneute Kandidatur für den Dáil Éireann und schied anschließend aus der Regierung aus.